# James Wilson (Dr. House)
Dr. James Evan Wilson , a House című orvosi dráma kitalált szereplője . Robert Sean Leonard alakítja.  A karakter először a sorozat bevezető epizódjában tűnik fel, amikor egy orvosi esetet mutat be a főszereplőnek, Dr. Gregory House-nak.  Wilson Dr. House egyetlen igaz barátja;  gyakran nyújt neki tanácsokat és segítséget.  Wilson a Princeton - Plainsboro Egyetemi Kórház Onkológiai Osztályának vezetője. 
A műsor futama alatt House és Wilson karakterét Sherlock Holmeshoz és Dr. Watsonhoz hasonlították.  Wilson alakítója, Robert Sean Leonard kijelentette, hogy a karakterének és Dr. House-nak eredetileg ezeket a szerepeket kellett volna játszania; de Dr. House diagnosztikai csapata átvette Dr. Wilson szerepét.  Leonard elolvasta a CBS ' Numb3rs bevezető epizódjának forgatókönyvét is, és meghallgatásra készült. Ehelyett Wilson meghallgatására ment, mert úgy érezte, jobban élvezné azt a karaktert játszani, akihez House segítségért fordult, és mert tetszett neki a kapcsolat Furcsa Pár dinamikája. 
A karakter pozitív fogadtatásra talált.   Alan Sepinwall , a The Star-Ledger-től Wilsont a sorozat "egyetlen pótolhatatlan mellékszereplőjének" nevezte. 

## A karakter életrajza
Wilson három testvér egyike.  Alapképzési diplomáját a McGill Egyetemen , valamint a Columbia Egyetemen és a Pennsylvaniai Egyetemen szerzett diplomát.  Főiskolai csapatában teniszezett.  Zsidó, a karácsonyt a hanuka mellett ünnepli, és néha hivatkozik a keresztény történelemre, filozófiára és gyakorlatokra, valamint világi önmegvalósítási tanácsokra.
Egy New Orleans -i orvosi kongresszuson, röviddel az orvosi egyetem elvégzése után, Wilson véletlenül összetört egy antik tükröt, és harcba kezdett a bárban, amikor egy másik ügyfél többször is eljátszotta Billy Joel "Leave A Tender Moment Alone" című dalát; Wilson akkoriban váláson ment keresztül első feleségével.  House a börtönben találkozott vele, és a társaság iránti vágytól és a puszta unalomtól indíttatva letette az óvadékot, és ügyvédet fogadott fel, hogy tisztázza a nevét, és ezzel megkezdődött szakmai és személyes kapcsolatuk.  Az 1. évad "Kórtörténet" című epizódjában kiderül, hogy az egyik testvére hajléktalan, és Wilson nem tudja, él-e még, mivel kilenc éve nem látta.  Wilsonnak van tapasztalata kudarcba fulladt házasságokkal:  az 1. évadban házas harmadik feleségével, és miután kiderült felesége hűtlensége, a 2. évadban elválik tőle  Harmadik házassága kudarca után Wilson különféle ideiglenes szállásokon él (többek között House saját lakásában), mígnem találkozik Amber Volakis-al, aki House női helyettese.  A 4. évadban a "Változás kizárva"-ban "közel 40"-nek írják le, a 8. évad végére pedig House egy félig gúnyos DDx során "46 éves onkológusként" írja le. Wilson és House kapcsolata számos alkalommal kemény próbák elé került.
A 8. évad "Test és lélek" című epizódjában 2. fázisú csecsemőmirigy-daganattal diagnosztizálják és csak 6 hónapja van hátra. A sorozatfináléban, House temetésén, Wilson mindenki kedves szavaival ellenkezően őszinte leírást ad House-ról és kap egy üzenetet, ami azt írja: "Fogd be, te idióta. Megdöbbenésére, Wilson épen és életben találja House-t, aki megrendezte a halálát, hogy Wilson utolsó hónapjait vele tölthesse (House újabb börtönbüntetésnek nézett elébe), House megkérdezi Wilsont hogy akarja tölteni az utolsó 5 hónapját. Valamivel később, Wilson és House vidéken motorbicikliket vezetnek, Wilson valószínűleg felmondott, hogy úgy tölthesse utolsó 5 hónapját, ahogy akarja. Megkérdezi House-t mit fognak csinálni, amikor a rák rosszabb, de House csak annyit mond "a rák unalmas" és együtt elmotoroznak.

## Jellemzés
House úgy írja le Wilsont, mint "egy haverom, akinek az emberek megköszönik, amikor elmondja nekik, hogy haldokolnak."  House Wilsont "érzelmi vámpírként" is jellemzi.  A Dr. Lisa Cuddyval (Lisa Edelstein) való randevúkon Wilson kikerüli a kérdést, hogy akar-e gyereket vagy sem. 
Wilson azonban megvédi House-t, amikor House karrierje veszélybe kerül, miután Edward Vogler (Chi McBride) milliárdos vállalkozó, majd Princeton-Plainsboro igazgatótanácsának elnöke indítványt tesz House elbocsátására.  Wilson az egyetlen, aki az indítvány ellen szavaz. Válaszul Vogler javasolja Wilson elbocsátását, és sikerül elérnie, de Wilsont hamarosan visszahelyezik Cuddynak köszönhetően, miután meggyőzte az igazgatóságot, hogy Vogler jelenti az igazi veszélyt a kórházra, és a pénze nem éri meg az üzlet iránt megszállott gondolkodásmódját.  A harmadik évad egy epizódjában kiderül, hogy Wilson  szenved, és gyógyszert szed.  Wilson bal kézzel ír, ezt a tulajdonságát Cuddyval és Foremannel is osztja,  de amikor részletes orvosi munkát végez, például injekciókat vagy metszéseket végez, vagy beszéd közben gesztikulál, általában jobbkezesnek tűnik, ami arra utal, hogy kétkezes lehet.
Wilson megpróbálja megváltoztatni House kábítószer-szokásait, kevés sikerrel. Miután Cuddy fogadást köt, hogy bebizonyítsa, House Vicodin függő, House elismeri Wilsonnak, hogy függősége van, de azt mondja, hogy a függőség nem jelent problémát.  Valójában általában Wilson írja House Vicodin-receptjeit (Cuddy csak azért ír néhányat, hogy segítsen a House-szal való kapcsolatában). A 3. évadban, amikor Michael Tritter nyomozó (David Morse) börtönnel fenyegeti House-t Vicodin-függősége miatt, miután hatalmas rejtett készletet talált a lakásában, Wilson megpróbálja meggyőzni House-t, hogy menjen el rehabilitációra, ahogy a helyzet romlik.  Miután Tritter többször is rákényszerítette Wilsont, hogy tanúskodjon, Wilson vonakodva beleegyezik, House tudta nélkül. Ezt megelőzően Wilson végignézi, ahogy House behúz Dr. Robert Chase-nek, megsérti Cuddyt, és helytelenül diagnosztizál egy gyereket egy betegséggel, amely miatt a bal karját és lábát amputálni kellett volna. 
A 4. évad végéhez közeledve Wilson romantikus kapcsolatba kezd Amber Volakisszal, aki számos jellemvonásban osztozik House-szal, és  aki versenyzett a House csapatában az egyik nyitott állásért Foreman, Chase és Cameron távozása nyomán. A 4. évad fináléjában egy buszbalesetben hal meg, amikor összeszed egy részeg House-t egy bárból.   Halála miatt végül Wilson arra a következtetésre jut, hogy House-szal való kapcsolata lehetővé teszi House működési zavarait. Hogy kivonja magát House befolyása alól, az 5. évad elején felmond a Princeton-Plainsboro-tól  Ők ketten kibékülnek, amikor Wilson kényszeríti House-t, hogy vegyen részt apjának temetésén. Wilson rájön, hogy félt attól, hogy elveszíti House-t, aki az igaz barátja, és Wilson élete nem lett jobb, amikor felmondott. Ezután visszatér Princeton-Plainsboróba. 
Az 5. évad során kiderül, hogy Wilson hajléktalan testvére, Danny serdülőkora óta skizofréniában szenvedett, ami elszökése oka. Wilson magát hibáztatja bátyja hajléktalanságáért, mivel közvetlenül az eltűnése előtt letette Danny-re a telefont. Wilson azt is elárulja House-nak, hogy azért vállalta a pozíciót Princeton-Plainsboróban, mert közel volt ahhoz a helyhez, ahol utoljára látta Dannyt. Amikor Wilson megtudja, hogy Danny a New York-i Mercy Hospital pszichiátriai osztályán van [kitalált], House felajánlja, hogy eljön vele társaságnak, megjegyezve, hogy rossz vége lehet. Amikor azonban Wilsont beengedik, hogy meglátogassa a bátyját, House a csapatával van elfoglalva.
A 6. évad 15. epizódjában, a "Magánéletek" című részben House felfedezi, hogy Wilson fiatal korában a "Vad Élvezetek" című pornófilmben szerepelt.  Az epizód során, miután House filmplakátokat lógat ki a kórházban, az emberek Wilson karakterének idézetét kezdik átfogalmazni: "Ne félj. Az erdei nimfák megtanítottak, hogyan kell egy nő kedvében járni".  Ezenkívül Wilson viccházasságot javasol House-nak a "Fű alatt"-ban.
Meleg utalásokat tettek a sorozta két karaktere közti kapcsolatra. House viccelődik a kapcsolatukkal, azt állítva: "Meleg vagyok!...Ó, nem úgy értetted. Bár sokat megmagyarázna: nincs barátnőm, mindig Wilson-nal vagyok, a tornacipőkkel való megszállottság...". Amikor Wilson megkérdezi House-t mik a szabadidős tervei, House azt válaszolja: "Maszturbálás. meghívnálak, de az emberek így is pletykálnak". Barbara Barnett azt mondta "House a figyelemhiányos a kapcsolatban, Wilson a papucs". Verne Gay a Newsday-től House szerelmét Wilson iránt "megható és őszinte"-nek írta le. Robert Sean Leonard azonban a kettő kapcsolatát Cesar Millan és Pit Bull kapcsolatához hasonlította, míg Hugh Laurie szerint ez "nem csak haverság". A két karakter megjelent a TV Guide 2008. október 13-ai kiadásának borítóján.

## Koncepció és alkotás
Robert Sean Leonard kezdetben nem akart meghallgatásra kerüljni James Wilson szerepére.  Úgy véli, hogy a szerepet a Bryan Singerrel való barátsága miatt kapta, akivel a múltban találkozott, nem sokkal azután, hogy a Holt Költők Társasága-ban játszott szerepéért fizettek. Singer pénzt kért tőle kölcsön, hogy a Lion's Dent forgathassa barátja Ethan Hawke főszereplésével, aki szintén Singerrel járt középiskolába.  2004-ben Leonard megkapta a House és a CBS Numb3rs bevezetőjének is a forgatókönyvét (amelyben Charlie Eppes meghallgatására kérték fel).  Úgy gondolta, hogy a Numb3rs forgatókönyve "egész menő". Azonban úgy döntött, hogy meghallgatásra jelentkezik Wilson szerepére a House- ban, mert a Numb3rs -ben szereplő karaktere a show szinte minden jelenetében szerepelt.  
Egy népszerű összehasonlítás keretén belül, amely párhuzamot von House és Sir Arthur Conan Doyle Sherlock Holmes- ja között, Wilson egyenértékű Doktor Watson-al .  A kétrészes epizódokban, mint például az Euphoria, 1. rész és az Euphoria, 2. rész, valamint a House feje és Wilson szíve, Wilson hangja hallatszik a történet elbeszélésében, míg Dr. Watson az a karakter, aki a legtöbb Sherlock Holmes-regényben meséli el a történeteket. Leonard elmondta, hogy karakterének és House-nak eredetileg Dr. Watsonhoz és Sherlock Holmeshoz hasonló szerepeket szántak a sorozatban, bár úgy véli, hogy House csapata a sorozat kezdete óta Watson szerepét öltötte magára.  Katie Jacobs producer úgy véli, hogy Wilson és House mindketten elrejtőznek az érett kapcsolatok elől, ami közelebb hozza őket egymáshoz.  Azt mondta, hogy a két karakter között az a különbség, hogy Wilson nehezen mond nemet, mert a másik ember kedvében akar járni.  A Dr. Wilson és Dr. Watson közötti hasonlóságok szintén az egyik oka annak, hogy Leonard a House-t választotta a Numb3rs helyett. 
Leonard azt mondta Wilson azon kevés karakterek egyike, akik önszántukból fenntartják a kapcsolatukat House-al, mert egyikük sem dolgozik a másiknak, ezért a karakterének nincs veszteni valója azzal, hogy igazat mond neki. A karaktere azon kevesek egyike, aki meg tudja nevettetni House-t. Katie Jacobs azt mondta Wilson egy sikertelen kapcsolat után House lakásába való beköltözése a "A szex öl"-ben a barátjában való érzelmi menedék lelését szimbolizálja. Leonard elégedett volt a szerep méretével. Azt is mondta, hogy "megölné magát", ha a többi színészhez hasonlóan nagy szerepe lett volna.

## Fogadtatás
Leonard teljesítményére leginkább pozitív véleméynek érkeztek. A bevezető epizód egy összefoglalásában, Tom Shales a The Washington Post-tól azt mondta "Leonard mindig is becsületes fiatalembereket játszott, de még mindig ő az egyik legkiemelkedőbb becsületes fiatalember a színészi gárdában."  Sherwin Nurland a Slate-től azonban azt állította, Leonard gyakran olyan különállónak tűnik, mintha "jobb helye lenne egy másik sorozatban". A 4. évad "Ronda" című epizódjának egy összefoglalójában Nina Smith a TV Guide-tól úgy gondolja a sorozat legmeggyőzőbb részei mindig is azok voltak, amikben Cuddy és Wilson House-al "viaskodnak". Egy 2008-as sajtótájékoztatóban, Katie Jacobs, a sorozat ügyvezető producere, dícsérte Leonard-ot, amiért ugyanolyan jó a komédiában és a drámában. TV Gal, a Zap2it-tól, azt mondta "igazán értékeli" amit Leonard hozzátesz a sorozathoz, az egyetlen karakterként, aki "valóban kiáll House ellen" és "csendesen és finoman" a sorozat "néhány legjobb pillanatát" alkotva. Egy arról írt cikkben, hogy a Doktor House írói kit tartanának meg, ha le kéne építeni a gárdát, Maureen Ryan, a Chicago Tribune-tőlazt mondta Wilson "soha, soha, soha, soha" nem hagyhatja el a sorozatot. Ryan Wilson-t "5 Nagyszerű Karakter" listáján is feltűntette, azt állítva Leonard a "a kiváló Doktor House gárda alulértékelt összetartó eleme".
Wilson a Doktor House 5. évada alatti ideiglenes távozása után, Mary McNamara a Los Angeles Times-tól azonnal kijelentette, hogy azt akarja, visszatérjen a karakter a sorozatba. Linda Stasi a The New York Post-tól azt mondta Dr. House kapcsolata Lucas Douglas-al (Michael Weston), aki ideiglenesen helyettesítette Wilsont, sokkal természetesebb volt, mint House Wilson-al való kapcsolata. A TV Guide, az Entertainment Weekly, a Blog Criticsés az USA Today kritikusai, mind Emmy Díjra érdemesnek találták Leonard teljesítményét a 4. évad fináléjában.